# Anogeissus leiocarpa
Anogeissus leiocarpa là một loài thực vật có hoa trong họ Trâm bầu. Loài này được (DC.) Guill. & Perr. mô tả khoa học đầu tiên năm 1832.